# Łańcuch sworzniowy
Łańcuch sworzniowy jest to łańcuch składających się z płytek wewnętrznych osadzonych luźno na czopach sworznia oraz płytek zewnętrznych osadzonych na wcisk. Prędkość tych łańcuchów jest ograniczona do ok. 0.5 m/s ze względu na szybkie zużywanie się przegubów i dlatego w napędach maszyn jest stosowany bardzo rzadko.